# StreetWise
StreetWise — американский уличный журнал, продаваемый бездомными в Чикаго. До 2008 года выпускался как газета-таблоид. В 2003 году у газеты была самая большая читательская аудитория среди уличных изданий Соединённых Штатов Америки. Сегодня это одно из крупнейших уличных изданий в стране. Своим появлением журнал обязан американской уличной газете Street News, которая подала идею создания StreetWise.

## История

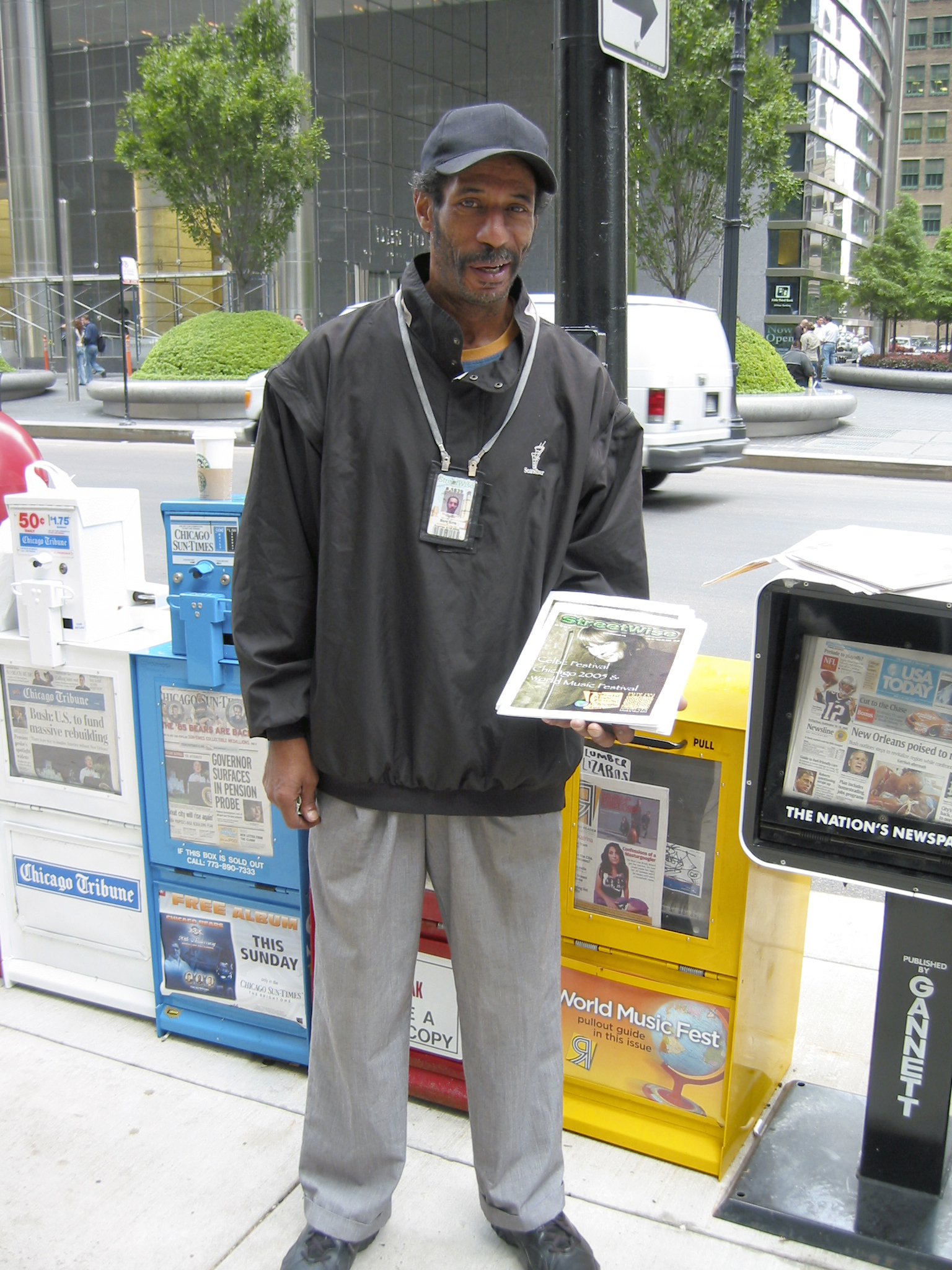
Продавец StreetWise. Чикаго, 2005 год

В 1991 году группа чикагских бизнесменов присоединилась к Чикагской коалиции по защите бездомных (англ. Chicago Coalition for the Homeless), которая решала растущую проблему уличных бездомных в городе. В 1992 году Джадд Лофчи (англ. Judd Lofchie) основал StreetWise. Еженедельно около 200 бездомных стали продавать примерно 20 000 экземпляров газеты. Продавцы покупали газету за 75 центов за экземпляр и продают их за 2 доллара каждый, получая тем самым заработок.
До 2005 года редакция газеты располагалась по адресу 1331 Юг-Мичиган-Авеню, но после переехала в новое здание на 1201 Запад-Лейк-стрит. В 2011 году редакция снова переехала на своё нынешнее место по адресу 4554 Север-Бродвей-стрит.

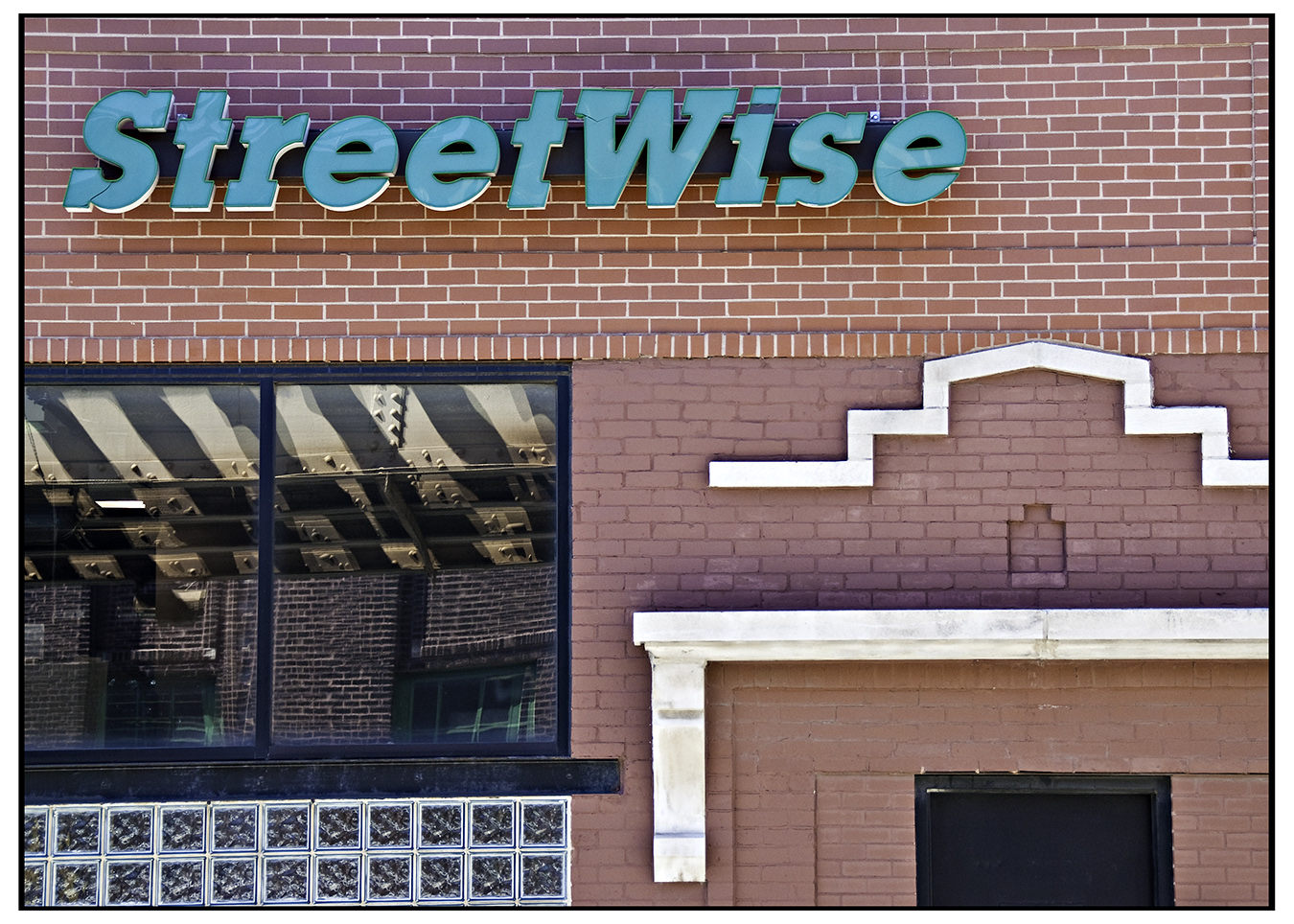
Редакция на Запад-Лейк-стрит

В 2008 году было решено изменить формат издания с газеты-таблоида на журнал. Это было сделано с целью увеличения читательской аудитории и увеличения дохода от рекламы.
15 апреля 2009 года издатели и члены правления StreetWise заявили, что журналу придётся закрыться на некоторое время из-за финансовых трудностей. Тогда же начался сбор пожертвований. В течение недели для поддержки издания было собрано 190 000 долларов, что намного превысило необходимые 75 000 долларов, это помогло журналу не закрыться.
Со временем журнал стал жертвой спада экономики. Фонд поддержки вложил почти половину бюджета в StreetWise в размере 500 000 долларов, но в 2012 году доходы упали на 60 %. В 2012 году доходы от рекламы также уменьшились, а уличные продажи упали на 20 %.
В 2012 году StreetWise начал сотрудничать с The Night Ministry, что позволило дать работу большему количеству бездомных. StreetWise также запустил программу Neighbor Carts (рус. Соседние тележки), суть которой в том, что бездомные стали, помимо журналов, продавать на улицах Чикаго свежую еду.